# Trần Minh Sanh
Trần Minh Sanh (5 tháng 6 năm 1956 – 5 tháng 10 năm 2019) là một nhà chính trị Việt Nam. Ông sinh tại xã Long Tân, huyện Đất Đỏ, tỉnh Bà Rịa – Vũng Tàu. Ông nguyên là Phó Bí thư Tỉnh ủy, Chủ tịch ủy ban nhân dân tỉnh Bà Rịa – Vũng Tàu.
Trình độ văn hóa: 10/10. Trình độ chuyên môn: Cử nhân Kinh tế. Trình độ lý luận chính trị: Cao cấp. Gia nhập Đảng vào ngày: 25 tháng 12 năm 1977, chính thức vào ngày 20 tháng 08 năm 1979.
Sau một thời gian lâm bệnh nặng, Trần Minh Sanh đã từ trần vào lúc 11 giờ 40 phút, ngày 5 tháng 10 năm 2019, hưởng thọ 63 tuổi.